# Pedesina
Pedesina település Olaszországban, Sondrio megyében. Lakosainak száma 37 fő (2023. január 1.). Pedesina Gerola Alta, Rasura, Bema, Rogolo és Premana községekkel határos.

## Népesség
A település népességének változása:
| Lakosok száma | 41   | 41   | 37   |
|               | 2017 | 2018 | 2023 |